# 路德維希·金特一世
路德維希·金特一世（德語：Ludwig Günther I.，1581年6月27日—1646年11月4日），施瓦茨堡-魯多爾施塔特伯爵，阿爾布雷希特七世之子，1612年至1646年在位。

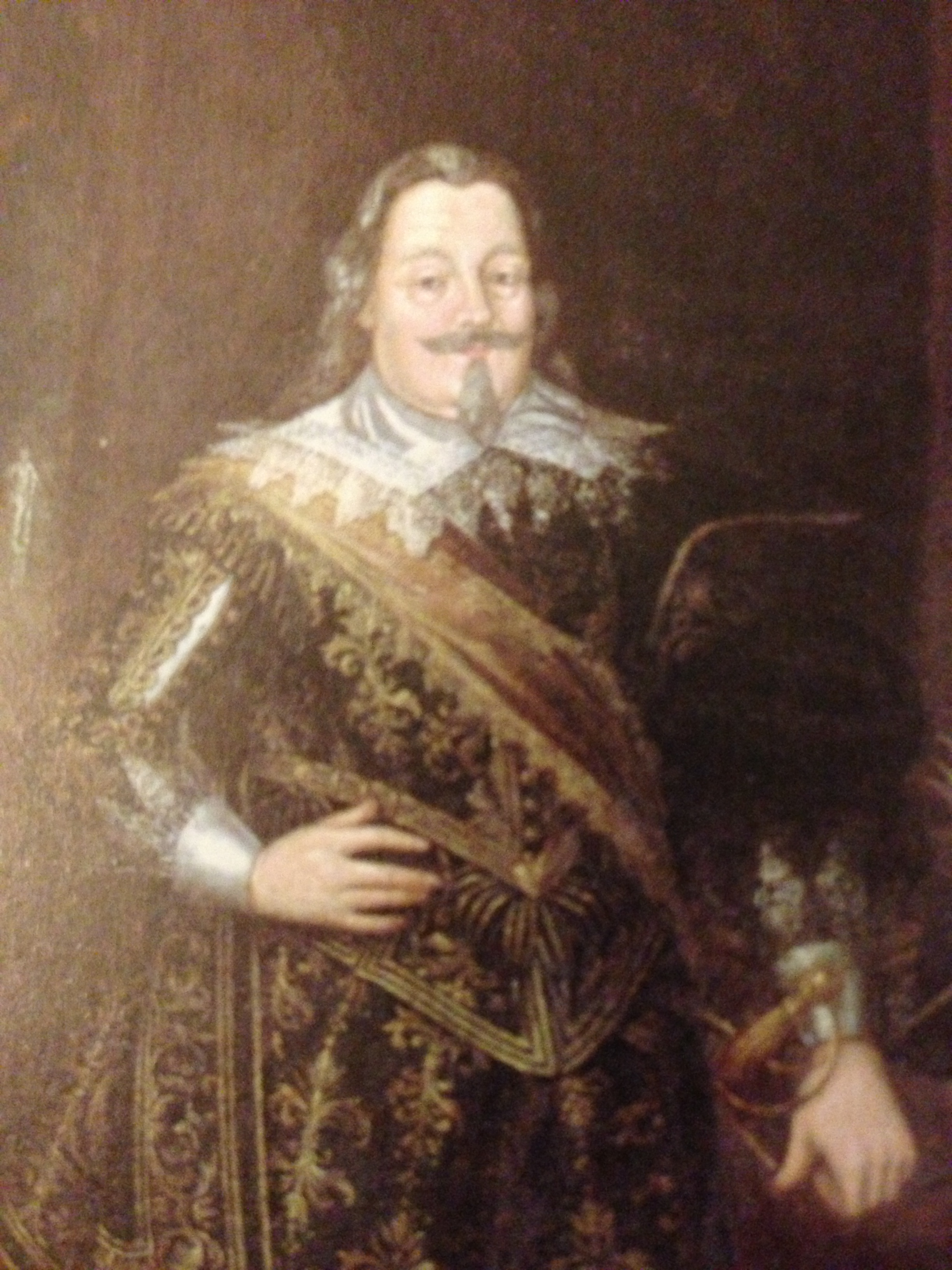

## 家庭
1638年，路德維希·金特與歐登堡的艾蜜莉結婚，兩人共有1子4女：
1. 索菲·朱麗安妮（1639年—1672年）
2. 盧米拉·伊莉莎白（英语：Ludmilla Elisabeth of Schwarzburg-Rudolstadt）（1640年—1672年）
3. 阿爾貝特·安東（1641年—1710年）
4. 克莉絲蒂安（1642年—1672年）
5. 瑪麗亞·蘇珊娜（1646年—1688年）